# Babe Zaharias

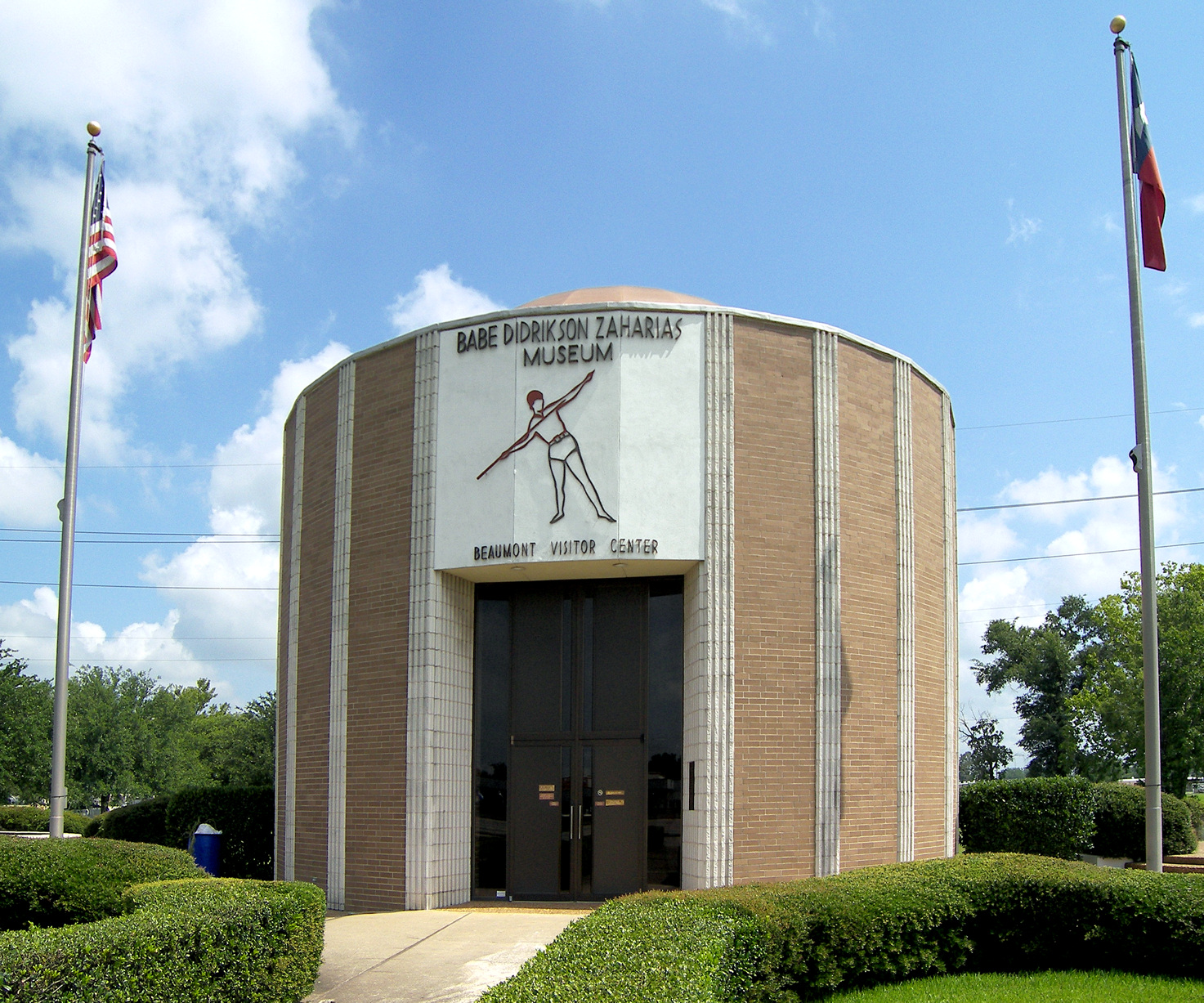
Het Babe Didrikson Zaharias Museum in Beaumont, Texas.

Mildred Ella (Babe) Didriksen-Zaharias (Port Arthur, 26 juni 1911 - Galveston, 27 september 1956), geboren als Mildred Didriksen, bijgenaamd Babe Zaharias, was een Amerikaanse golfspeelster en tevens een veelzijdig atlete. In deze laatste hoedanigheid nam zij eenmaal deel aan de Olympische Spelen en veroverde bij die gelegenheid twee gouden medailles en één zilveren.

## Biografie

### Sportwonderkind
Didriksen, die zichzelf Didrikson noemde, groeide op in Beaumont. Ze was de zesde van de zeven kinderen. Haar ouders waren geëmigreerd uit Noorwegen. Ze was een sportwonderkind, dat vele sporten als: atletiek, boksen, tennis, honkbal en softbal deed.
Didriksen schreef dat ze in 1914 geboren was, maar op haar grafsteen en doopcertificaat staat 1911. Haar moeder noemde haar van jongs af "Babe", maar zelf pochte ze dat ze was vernoemd naar Babe Ruth, nadat ze vijf homeruns had geslagen in een honkbalwedstrijd.

### Tweemaal goud en eenmaal zilver
In 1932 nam Babe Didriksen deel aan de Olympische Spelen in Los Angeles. Hier won ze goud bij het speerwerpen en de 80 m horden, waarbij zij op het laatste onderdeel, samen met haar als tweede eindigende landgenote Evelyne Hall, tevens het wereldrecord op 11,7 s stelde. Bij het hoogspringen ontstond er een spannende strijd tussen Didriksen en een andere landgenote, Jean Shiley. De twee waren aan elkaar gewaagd, want voorafgaand aan de Spelen waren beiden met 1,60 m reeds gedeeld eerste geworden op de Amerikaanse kampioenschappen, die tevens golden als selectiewedstrijden voor de Spelen. In Los Angeles eindigden ze opnieuw gelijk, ditmaal op de wereldrecordhoogte van 1,65. Dit leidde tot een 'jump-off' op 1,67, waarop beiden driemaal afsprongen. Om tot een beslissing te komen moest er opnieuw worden gesprongen, wederom over 1,65. Dit lukte beiden weer wel, waarna de jury tot een zeer merkwaardige beslissing kwam. Men verklaarde de sprongen van Babe Didriksen ongeldig, omdat zij gebruik had gemaakt van de Western Roll techniek, waarbij eerst het hoofd de lat passeerde. Didriksen begreep hier niets van, want zij had immers vanaf het begin gebruik gemaakt van deze techniek, zonder dat er aanmerkingen waren gemaakt. Shiley kreeg op basis van de beslissing van de jury het goud toebedeeld, terwijl Didriksen genoegen moest nemen met het zilver. Dat zelfs de IAAF het oneens was met de visie van de jury bleek later, want de 1,65 van zowel Shiley als Didriksen werd als wereldrecord erkend.
Didriksen had kans gehad op meer medailles, indien haar was toegestaan om uit te komen op nog meer onderdelen, maar in die tijd mochten vrouwen slechts aan drie individuele atletieknummers deelnemen.

### Golf
In 1935 begon Didriksen als laatbloeier met golf. In 1938 deed ze mee aan het Los Angeles Open, een mannen PGA-toernooi. In dit toernooi vormde ze een team met bekend professioneel worstelaar George Zaharias. Elf maanden later, op 23 december 1938, trouwden ze in Saint Louis, Missouri.
In de jaren veertig en begin jaren vijftig was ze Amerika's eerste top-golfster. Ze verkreeg de amateurstatus in 1942 en won het Amerikaanse Amateur Golfkampioenschap in 1946 en als eerste Amerikaanse het Britse vrouwenkampioenschap in 1947. Ook won ze meerdere open kampioenschappen. In 1947 werd ze professioneel golfster en domineerde de WPGA en de LPGA. Ze won in 1947 het LPGA-kampioenschap en in 1948 het Amerikaans open kampioenschap. Ze werd zeventienmaal kampioen. In 1950 had ze alle golftitels gewonnen die er te winnen vielen.
Babe Zaharias was als golfster aangesloten bij de Employers' Casualty Co. Club.

### Einde
In 1951 woonden ze samen in Tampa op een golfterrein dat het echtpaar gekocht had. In 1954 won ze, toen ze al ernstig ziek was, haar laatste US Open. Ze stierf in september 1956 aan kanker.
In 2012 werd ze opgenomen in de IAAF Hall of Fame.

## Titels
- Olympisch kampioene speerwerpen - 1932
- Olympisch kampioene 80 m horden - 1932
- Amerikaans kampioene 80 m horden - 1931, 1932
- Amerikaans kampioene hoogspringen - 1932
- Amerikaans kampioene verspringen - 1931
- Amerikaans kampioene kogelstoten - 1932
- Amerikaans kampioene speerwerpen - 1930, 1932
- Amerikaans kampioene balwerpen - 1930, 1931, 1932

## Persoonlijke atletiekrecords
| Onderdeel    | Prestatie       | Datum           | Plaats      |
| ------------ | --------------- | --------------- | ----------- |
| 80 m horden  | 11,7 s (ex-WR)  | 4 augustus 1932 | Los Angeles |
| hoogspringen | 1,65 m (ex-WR)  | 7 augustus 1932 | Los Angeles |
| verspringen  | 5,69 m (ex-NR)  | 1930            |             |
| speerwerpen  | 43,68 m (ex-OR) | 31 juli 1932    | Los Angeles |

## Palmares atletiek

### 80 m horden
- 1931:  Amerikaanse kamp. - 12,0 s
- 1932:  Amerikaanse kamp. - 12,1 s
- 1932:  OS - 11,7 s (WR)

### hoogspringen
- 1932:  Amerikaanse kamp. - 1,60 m (ex aequo met Jean Shiley)
- 1932:  OS - 1,65 m (WR)

### verspringen
- 1931:  Amerikaanse kamp. - 5,47 m

### kogelstoten
- 1932:  Amerikaanse kamp. - 12,04 m

### speerwerpen
- 1930:  Amerikaanse kamp. - 40,61 m
- 1932:  Amerikaanse kamp. - 42,44 m
- 1932:  OS - 43,68 m (OR)

### balwerpen
- 1930:  Amerikaanse kamp. - 81,95 m
- 1931:  Amerikaanse kamp. - 90,22 m (WR)
- 1932:  Amerikaanse kamp. - 82,96 m

## Onderscheidingen
- IAAF Hall of Fame - 2012

## LPGA Tour wins (41)
- 1940 (1) Women's Western Open (as an amateur)
- 1944 (1) Women's Western Open (as an amateur)
- 1945 (1) Women's Western Open (as an amateur)
- 1947 (2) Tampa Open, Titleholders Championship (as an amateur)
- 1948 (3) All American Open, World Championship, U.S. Women's Open
- 1949 (2) World Championship, Eastern Open
- 1950 (8) Titleholders Championship, Pebble Beach Weathervane, Cleveland Weathervane, Women's Western Open, All-American Open, World Championship, U.S. Women's Open, 144-hole Weathervane
- 1951 (9) Ponte Verde Beach Women's Open, Tampa Women's Open, Lakewood Weathervane, Richmond Women's Open, Valley Open, Meridian Hills Weathervane, All-American Open, World Championship, Texas Women's Open
- 1952 (5) Miami Weathervane, Titleholders Championship, Bakersfield Open (tied with Marlene Hagge, Betty Jameson and Betsy Rawls), Fresno Open, Women's Texas Open
- 1953 (2) Sarasota Open, Babe Zaharias Open
- 1954 (5) Serbin Open, Sarasota Open, Damon Runyan Cancer Fund Tournament, U.S. Women's Open, All-American Open
- 1955 (2) Tampa Open, Peach Blossom Classic

1932: Babe Didrikson ·
1936: Ondina Valla ·
1948: Fanny Blankers-Koen ·
1952: Shirley Strickland-de la Hunty ·
1956: Shirley Strickland-de la Hunty ·
1960: Irina Press ·
1964: Karin Balzer ·
1968: Maureen Caird
1932: Babe Zaharias ·
1936: Tilly Fleischer ·
1948: Herma Bauma ·
1952: Dana Zátopková ·
1956: Inese Jaunzeme ·
1960: Elvīra Ozoliņa ·
1964: Mihaela Peneș ·
1968: Angéla Németh ·
1972: Ruth Fuchs ·
1976: Ruth Fuchs ·
1980: María Colón ·
1984: Tessa Sanderson ·
1988: Petra Felke ·
1992: Silke Renk ·
1996: Heli Rantanen ·
2000: Trine Hattestad ·
2004: Osleidys Menéndez ·
2008: Barbora Špotáková ·
2012: Barbora Špotáková ·
2016: Sara Kolak ·
2020: Liu Shiying ·
2024: Haruka Kitaguchi
- Gemeinsame Normdatei: 118876007
- World Athletics: 14558824
- International Standard Name Identifier: 0000 0000 2458 083X
- Library of Congress Control Number: n50062017
- National Archives and Records Administration: 10581664
- Nationale Bibliotheek van Israël: 987007437441705171
- Nationale Bibliotheek van Polen: a0000003513383
- SNAC: w68k7q2d
- Virtual International Authority File: 27869387
- WorldCat: E39PBJf4fJGTBTFrGx4QDCbTpP